# ناثان تاغارت
ناثان تاغارت (بالإنجليزية: Nathan Taggart)‏ هو لاعب كرة قدم بريطاني في مركز نصف الجناح، ولد في 28 أغسطس 1987 في غلاسكو في المملكة المتحدة. لعب مع نادي ألوا أثليتيك ونادي ستيرلينغ ألبيون.

## وصلات خارجية
- ناثان تاغارت على موقع قاعدة بيانات كرة القدم.إي يو (الإنجليزية)
- ناثان تاغارت على موقع Soccerbase.com (لاعب) (الإنجليزية)